# Colégio Moderno (Belém do Pará)
A Sociedade Civil Colégio Moderno, também conhecida como Colégio Moderno ou simplesmente  Moderno, é um colégio particular da cidade de Belém, no Brasil. O colégio foi fundado no ano de 1914. Atualmente, o colégio funciona com Educação Infantil, Ensino Fundamental e Ensino Médio. É considerada uma das escolas mais caras e renomadas da cidade, durante décadas abrigou a elite local, por ela passaram políticos, empresários e notáveis. Atualmente é uma escola bilingüe e parceira da Organização das Nações Unidas no desenvolvimento do projeto "Oito Objetivos do Milênio".